# Corte gacaca
La corte gacaca (pronunciado "gachacha") es parte del sistema comunitario de justicia inspirado desde la antigüedad y establecido en 2001 en Ruanda, encuadrado dentro del genocidio ruandés, cuando entre 800.000 y 1.000.000 de ruandeses, en su mayoría de la etnia Tutsi, fueron asesinados.
- Datos: Q1316812
- Multimedia: Gacaca courts / Q1316812